# Вишневський В'ячеслав Миколайович
В'ячеслав Вишневський (рос. Вячесла́в Никола́евич Вишне́вский; нар. 16 квітня 1977, Томськ, РРФСР) — російський футболіст, нападник.

## Життєпис
Починав свою професійну кар'єру в 1994 році в томській «Томі». Наступний сезон провів в «Уралмаші» з Єкатеринбурга, який тоді виступав у Вищій лізі. Далі грав у «Металурзі» з Красноярська, однак з 1996 по 1998 роки знову грав у Томську. Сезон 1999 року починав в «Уралані», а після першого кола перебрався в «Балтику». У 2000 році виступав у «Волгар-Газпромі», 17 грудня приїхав на збір підмосковного «Сатурна», після приїзду в Раменське Володимир Юрін, тренер «Сатурна», заявив, що хоче бачити футболіста не на позиції нападника, а на лівому фланзі. Сезон 2001 року Вишневський провів в оренді в «Сатурні». Після цього знову повернувся в «Том», а в 2004 грав у махачкалинському «Анжі». У 2005 році перейшов в «Орел» з однойменного міста.
З 2006 року грав у «Таврії». У футболці сімферопольського клубу дебютував 5 березня 2006 року у нічийному (1:1) виїзному поєдинку 20-го туру вищої ліги чемпіонату України проти сімферопольської «Таврії». В'ячеслав вийшов на поле у стартовому складі, а на 90-ій хвилині його замінив Євген Кармаліта. Дебютним голом за «Таврію» відзначився 2 квітня 2006 року на 80-ій хвилині (реалізував пенальті) у матчі 24-го туру вищої ліги чемпіонату України проти ужгородського «Закарпаття». Вишневський вийшов на поле на 78-ій хвилині, замінивши Жуніора Годоя. Протягом свого перебування у «Таврії» у чемпіонаті України зіграв 24 матчі та відзначився 7-ма голами, ще 4 голи (1 матч) провів у кубку України.
Після від'їзду зУкраїни виступав у клубах з аматорських та обласних чемпіонатів Росії («Янтар-Томськ», ФК «Томськ», «КД Восток» (Томськ) та «Кемерово»).
У лютому 2013 року очолив Томську кондитерську фабрику «Червона Зірка».